# All Saints Chapel of Ease (Barbados)

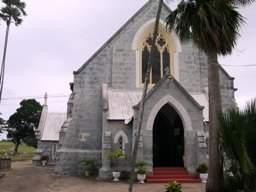
All Saints’ Chapel of Ease.

Die All Saints Chapel of Ease oder All Saints’ Anglican Church ist eine historische Kirche in Pleasant Hall, Saint Peter, Barbados. 

## Geschichte
Das erste Kirchengebäude an der Stelle geht zurück auf das Jahr 1649, als eine Kapelle errichtet wurde, um den Siedlern den Weg zu erleichtern (to 'ease'), welche bis dahin bis zur St. James Parish Church oder der St. Peter’s Parish Church gehen mussten, um zur Kirche zu gehen. Die ursprüngliche Kirche wurde durch den „Großen Hurrikan“ von 1831 zerstört. Eine zweite Kirche wurde 1839 erbaut, aber wegen Baufälligkeit vierzig Jahre später wieder abgerissen. Die Kirche ist bekannt für ihre künstlerische Glasmalerei. Das Prunkstück davon ist das östliche Glasfenster, eine Schenkung von Thomas Briggs im Andenken an seine Eltern Sir und Lady Graham Briggs, die ehemaligen Eigentümer der Grenade Hall Plantation, zu welcher zu dieser Zeit auch Farley Hill Great House gehörte. Auf dem Kirchhof aus dem 16. Jahrhundert ist auch der erste englische Siedler, der in Barbados einwanderte, William Arnold, bestattet. Die heutige Kirche wurde 1884 gebaut und geweiht. 

## Architektur
Die Kapelle ist in neugotischem Stil aus hellgrauem Stein aufgemauert. Die Gebäudeecken sind mit Ziermauern aufgesetzt. Über dem Annex am Eingang befindet sich das dreiteilige Spitzbogenfenster mit Glasmalerei.

## Pastoren
- Father Selven Lowe